# Marhamchurch
Marhamchurch es una localidad situada en el condado de Cornualles, en Inglaterra (Reino Unido), con una población en 2016 de 670 habitantes.
Se encuentra ubicada al oeste de la península del Suroeste, cerca de la orilla del canal de Bristol y del canal de la Mancha (océano Atlántico), al noreste del condado, cerca de la frontera con el condado de Devon.